# Via Palestro (Ivrée)
La via Palestro est la principale voie du centre historique d'Ivrée, au Piémont en Italie.

## Histoire
Le tracé de la rue suit la section orientale de l'ancien decumanus maximus de l'époque romaine, période pendant laquelle Ivrée porte le nom d'Eporedia. Au Moyen Âge, elle prit alors le nom de via Magna Burgi, étant l'axe principal de communication de la ville. Après l'occupation française d'Ivrea en 1798, la rue est renommée rue de Marengo, en référence à la localité de Marengo, près d'Alexandrie, où les Français remportent une importante victoire contre les Autrichiens lors de la bataille de Marengo.
Ce n'est qu'en 1861 que la rue adopte son nom actuel, qui commémore la bataille de Palestro, près de Pavie, pendant la deuxième guerre d'indépendance italienne. Lors de cette bataille, Victor-Emmanuel II, à la tête des troupes piémontaises alliées aux Français, obtient une victoire sur les troupes autrichiennes.

## Description
La rue se développe longitudinalement en reliant la piazza di Città à Porta Vercelli. Le prolongement naturel de la rue au-delà de la piazza di Città est la via Arduino, correspondant à la section occidentale restante du decumanus maximus de l’époque romaine.
Deux places s’ouvrent sur le côté nord de la rue : la piazza Pietro Ottinetti, la plus grande d’Ivrée, où se trouve le musée Garda, et la plus petite piazzetta Santa Marta. Dans le tronçon situé entre ces deux places, une rue latérale mène à la piazza del Teatro, où se dresse le théâtre Giacosa. Sur le côté sud se trouvent le cinéma Giuseppe Boaro, l’un des plus anciens d’Italie, et l’église San Salvatore.
Essentiellement à vocation commerciale, la rue accueille de nombreux commerces et établissements. Elle est principalement piétonne, l’accès en voiture étant réservé uniquement aux résidents.

## Galerie d'images

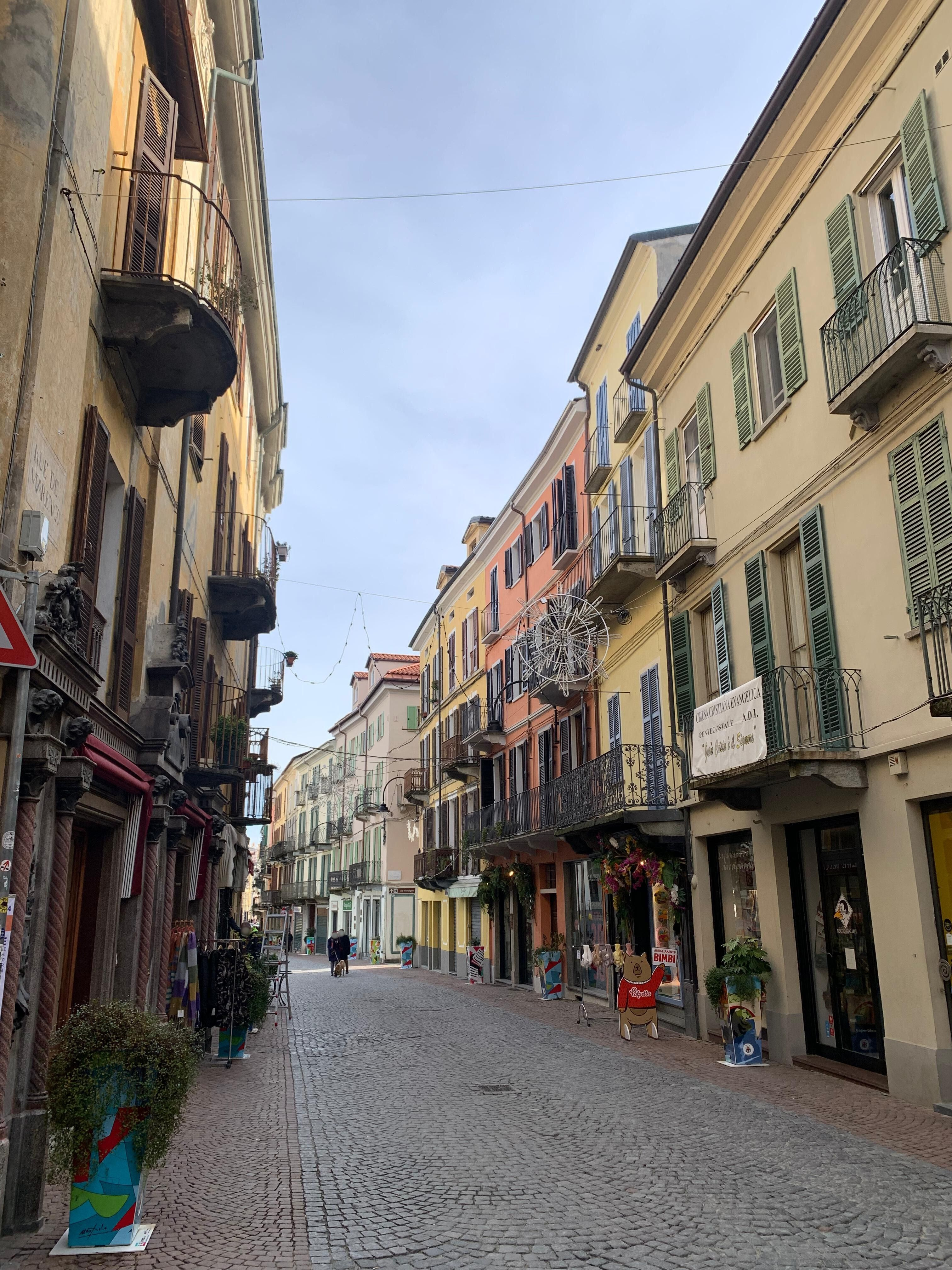
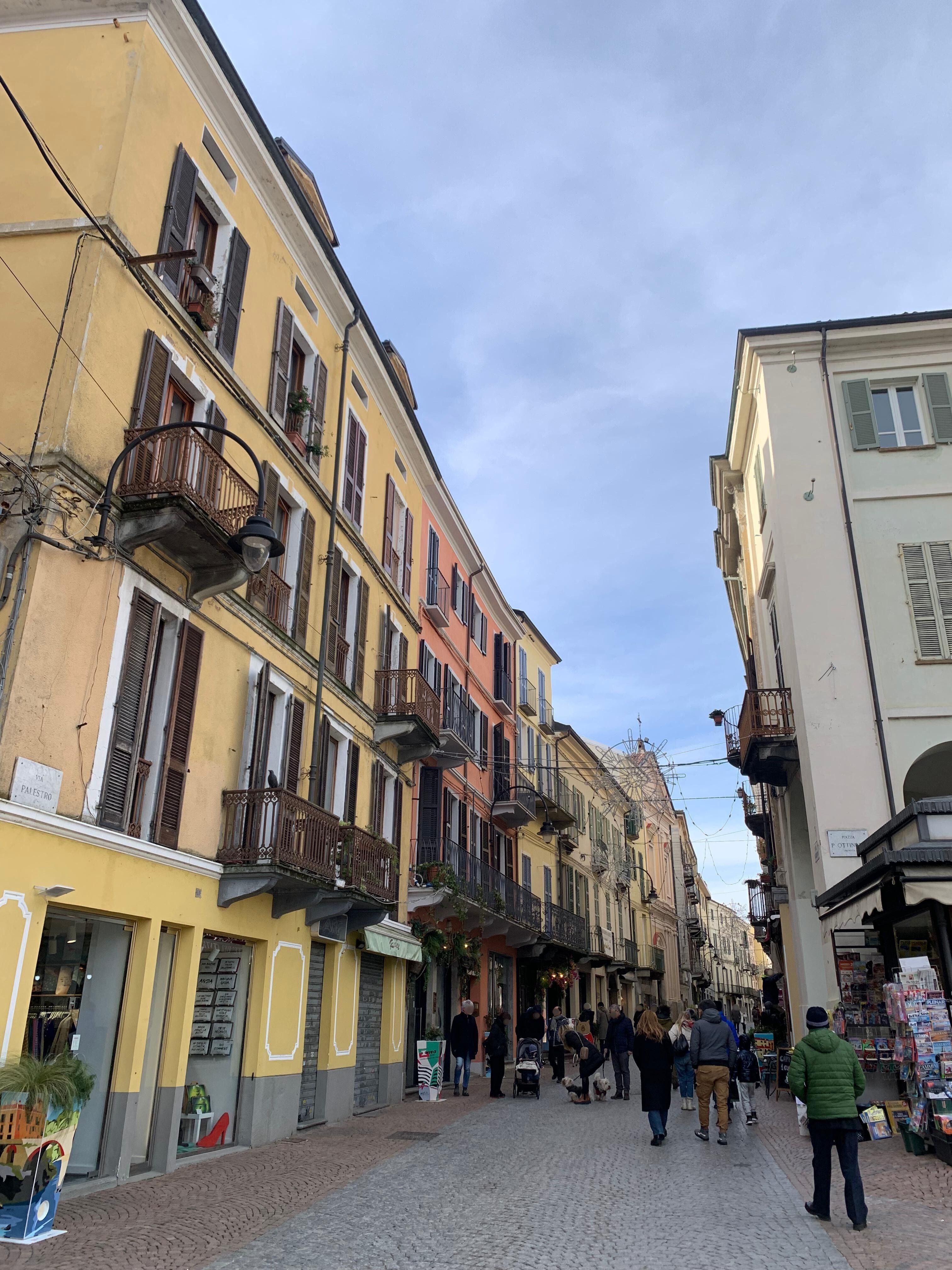
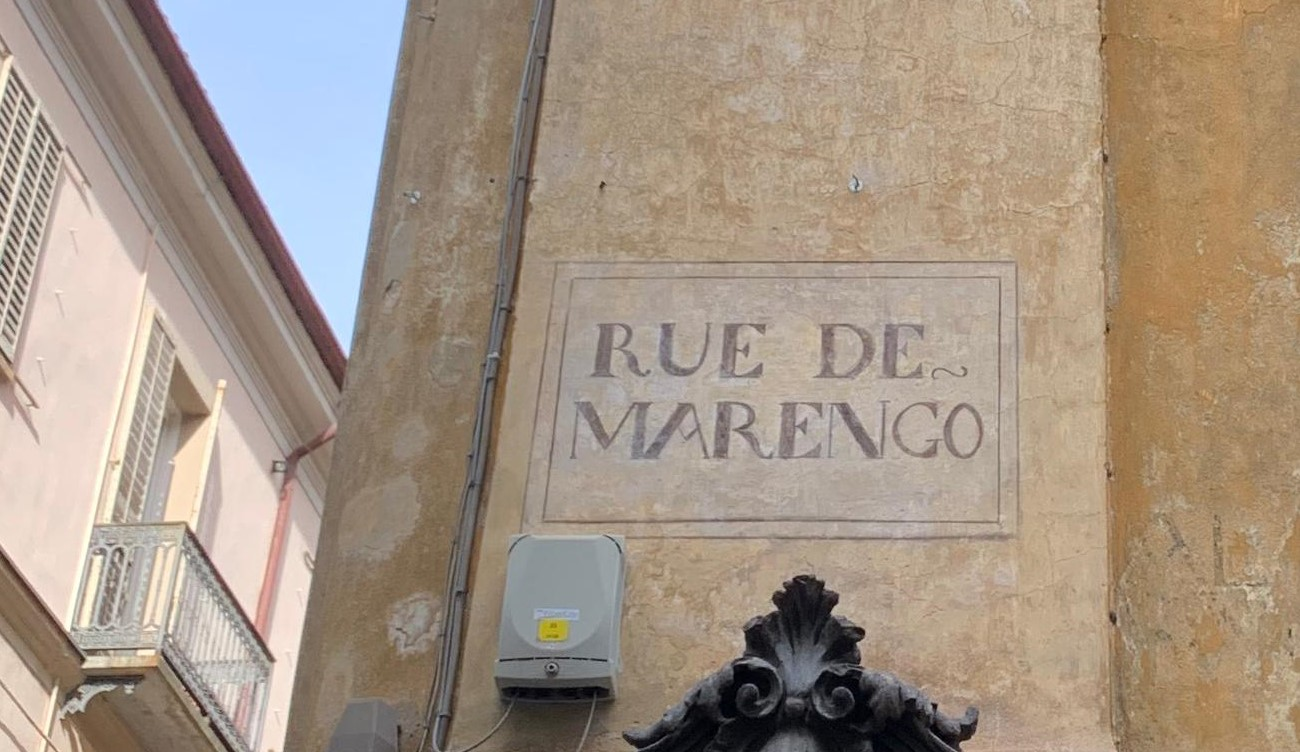